# Ryan Harris
Ryan Emerson Wilcox Harris (Minneapolis, 11 marzo 1985) è un giocatore di football americano statunitense che gioca nel ruolo di offensive tackle per i Pittsburgh Steelers della National Football League (NFL). Fu scelto nel corso del terzo giro (70º assoluto) del Draft NFL 2007. Al college ha giocato a football all’Università di Notre Dame.

## Carriera professionistica

### Denver Broncos
Harris fu scelto nel corso del terzo giro del Draft 2007 dai Denver Broncos. Nella stagione 2008, Harris concesse solo 1,5 sack sul quarterback Jay Cutler.
Nella stagione 2009, Harris giocò solamente 8 partite, tutte come titolare, a causa della slogatura di due dita del piede nella gara del 1º novembre che lo tennero fuori per tutto il resto della stagione.

### Philadelphia Eagles
Il 2 agosto 2011, Ryan firmò coi Philadelphia Eagles un contratto annuale. Dopo un'operazione chirurgica alla schiena fu tagliato il 3 settembre 2011.

### Seconda volta coi Broncos
Il 2 gennaio 2012, Harris tornò ai Broncos in sostituzione dell'infortunato Chris Kuper.
Fu svincolato da Denver il 3 agosto 2012 .

### Houston Texans
Harris firmò con gli Houston Texans il 1º settembre 2012 per sostituire l'infortunato Rashad Butler, fuori per tutta la stagione.

## Palmarès

### Franchigia
- Super Bowl : 1

Denver Broncos: 50
- American Football Conference Championship: 1

Denver Broncos: 2015

## Statistiche
| Partite totali      | 110 |
| Partite da titolare | 70  |

Statistiche aggiornate alla stagione 2015